# Taulignan
Taulignan – miejscowość i gmina we Francji, w regionie Owernia-Rodan-Alpy, w departamencie Drôme.
Według danych na rok 1990 gminę zamieszkiwało 1586 osób, a gęstość zaludnienia wynosiła 46 osób/km² (wśród 2880 gmin regionu Rodan-Alpy Taulignan plasuje się na 538. miejscu pod względem liczby ludności, natomiast pod względem powierzchni na miejscu 154.).

## Galeria

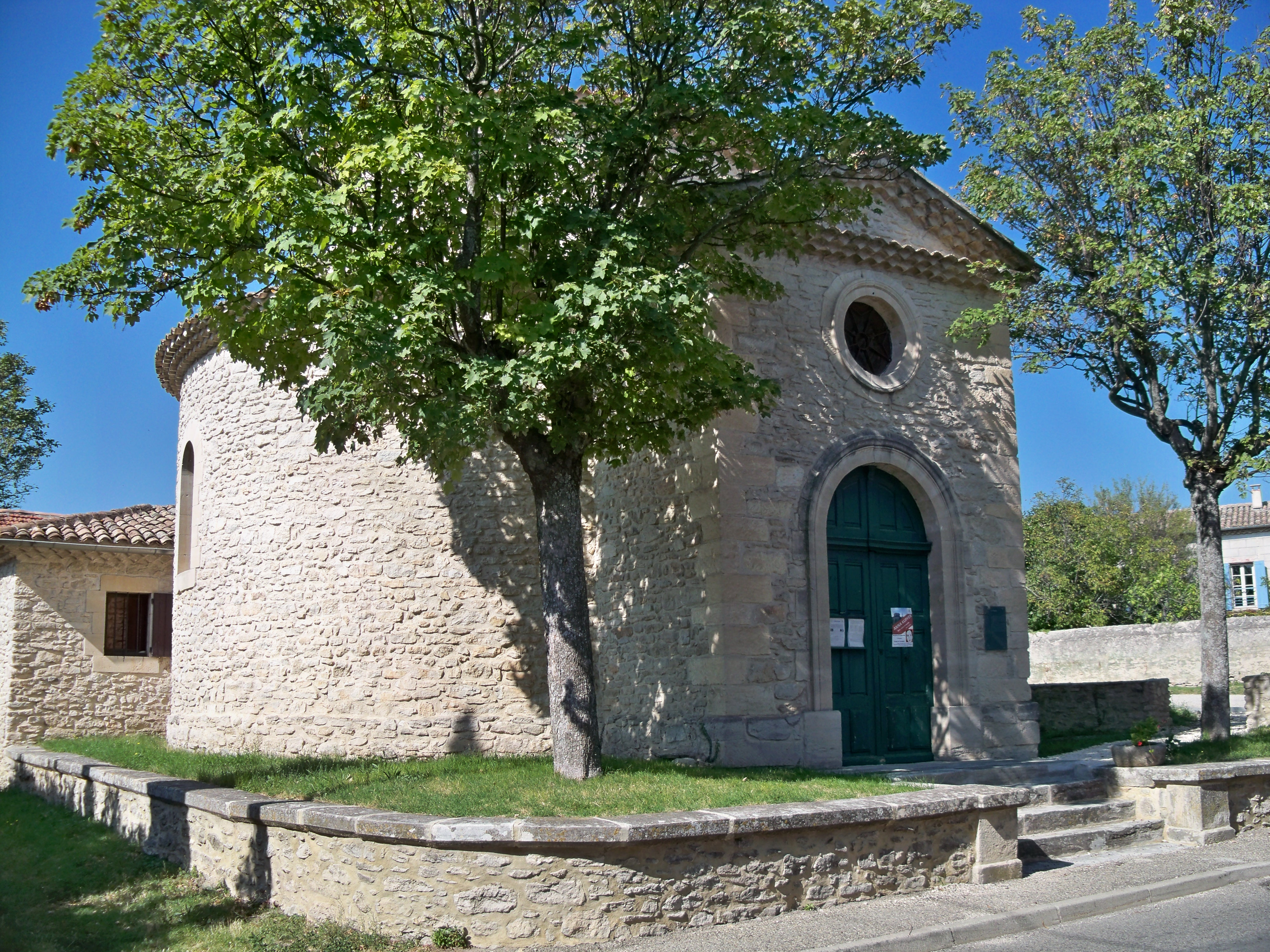
Świątynia protestancka, 2012
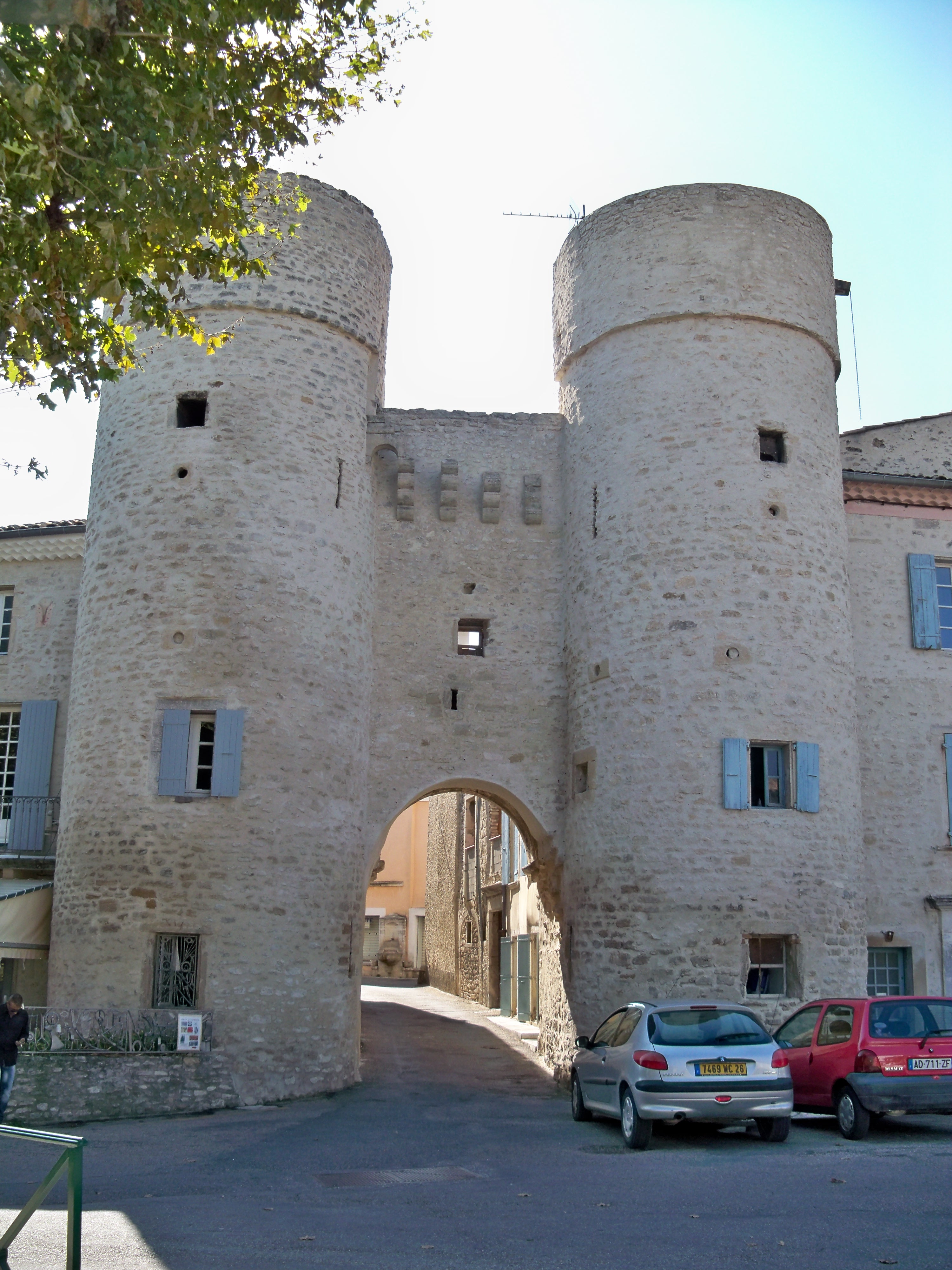
Brama miejska, 2012
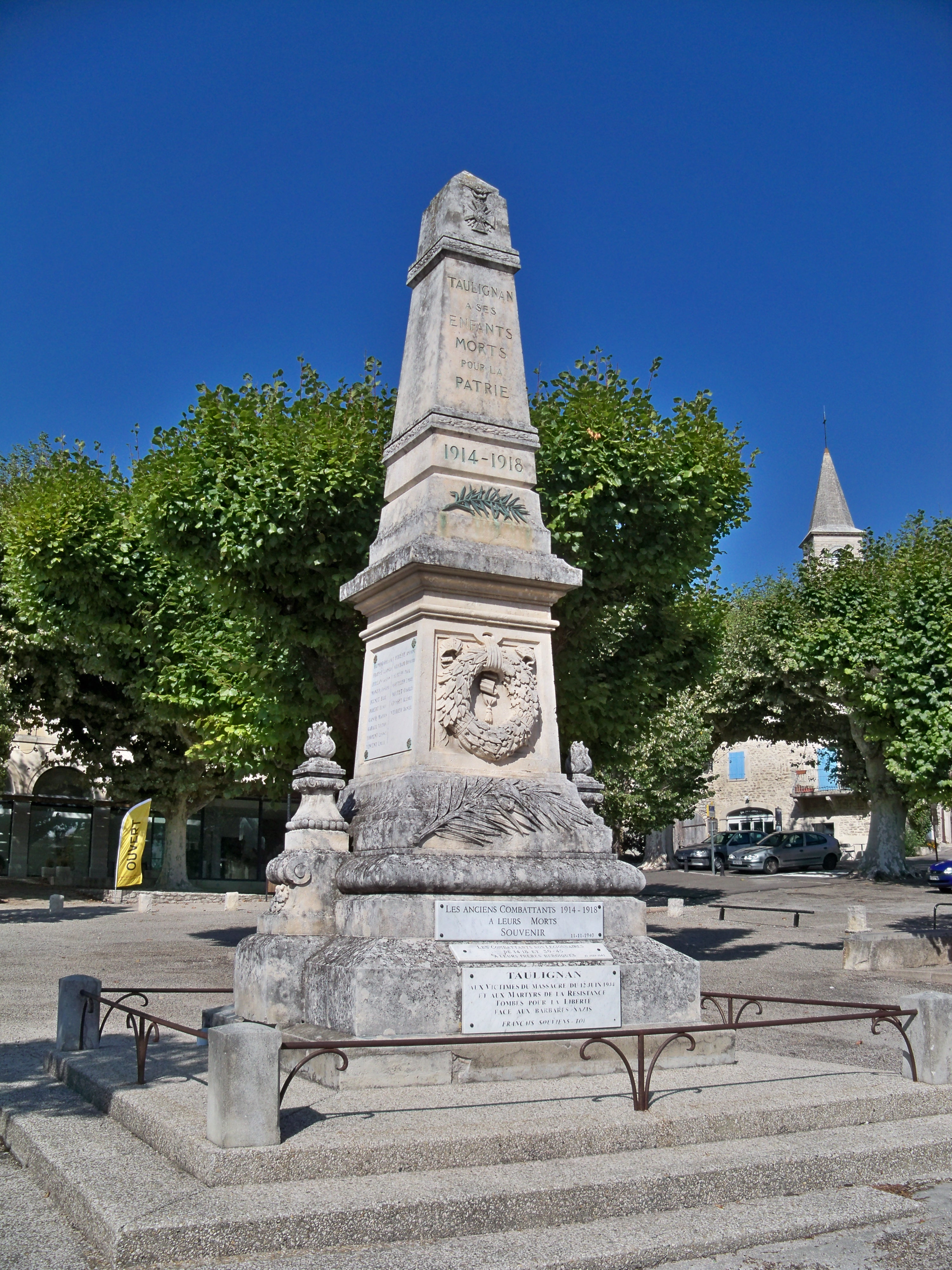
Pomnk, 2012